# Use Your Illusion I (vídeo)
Use Your Illusion I é um VHS/DVD ao vivo por Guns N' Roses. Filmado ao vivo no Tokyo Dome, Japão em 1992 na Use Your Illusion tour, essa filmagem mostra a primeira parte do concerto, a segunda parte apareceria no VHS/DVD gêmeo Use Your Illusion II. 
As canções "Pretty Tied Up", "Don't Cry", e a segunda parte de "Patience" desse show foram usadas no CD ao vivo de 1999 Live Era: '87-'93.

## Lista de faixas
1. "Introdução": "Tokyo! Banzai motherfuckers! From Hollywood... Guns N Roses!"
2. "Nightrain"
3. "Mr. Brownstone"
4. "Live and Let Die"
5. "It's So Easy"
6. "Bad Obsession"
7. "Attitude"
8. "Pretty Tied Up"
9. "Welcome to the Jungle"
10. "Don't Cry"
11. "Double Talkin' Jive"
12. "Civil War"/"Voodoo Child"
13. "Wild Horses"
14. "Patience"
15. "November Rain"